# Kastell Göd-Bócsaújtelep
Das Kastell Göd-Bócsaújtelep ist ein nie fertiggestelltes römisches Militärlager, das als besonders große spätantike Befestigung für die Überwachung des nordwestlichsten Grenzabschnitts am Limes Sarmatiae vorgesehen war. Gleichzeitig hätten die hier stationierten Einheiten den im Schutz dieses Limes lebenden, aber nur schwer zu kontrollierten und wankelmütigen Bündnispartner der sarmatischen Jazygen weiter an der Seite der Römer halten sollen. Mit Göd-Bócsaújtelep hätte das rund drei Kilometer westlich liegende, komplexe römische Grenzverteidigungssystem am pannonischen Donaulimes zudem einen vorgeschobenen Beobachtungsposten im östlichen Barbaricum besessen. Anhand dieser größtenteils noch unüberbauten Anlage lässt sich gut der im Stadium der Grundrißbestimmung steckengebliebene Entstehungsprozess eines spätrömischen Steinkastells nachvollziehen. Das Kastellareal liegt heute im Gemeindebereich von Bócsaújtelep, das zur nordungarischen Stadt Göd im Komitat Pest gehört.

## Lage

Der Limes Pannonicus am Pilisgebirge

Die Anlage wurde am Rand der östlichen Donauniederung, südlich des Donauknies errichtet. Der Strom knickt am Ausgang dieses Knies von Westen kommend, fast rechtwinkelig nach Süden hin ab und hält diese Richtung im Bereich des heutigen Staatsgebietes von Ungarn weitgehend bei. Als Standort für den neuen Militärplatz wählten die Planungsverantwortlichen einen nach Nordosten sanft abfallenden, flachen Hügelrücken, der sich in einem Abstand von rund drei Kilometern zur Donau befand. Diese Konzeption in weiter Entfernung zum Ufersaum ist nicht mit möglichen Überschwemmungsgefahren zu erklären, da die Uferterrasse im Bereich von Göd rund acht bis zehn Meter über dem Donaunormalstand liegt. Zudem wurde der östliche, barbarische Teil der Donauterrasse bereits seit dem 2. Jahrhundert n. Chr. von wahrscheinlich romanisierten Bewohnern besiedelt. Im Stadtteil Alsógöd kamen in diesem Zusammenhang am Flussufer aus dem Schutt einer herabstürzenden Lößwand in dieselbe Zeitperiode zu datierende Terra-Sigillata-Scherben und Glasfragmente zum Vorschein. Daneben fanden sich hexagonale Fußbodenziegel in unterschiedlichen Größen sowie Reste von Wandmalereien.
Nicht ganz einen Kilometer nördlich des Kastells entspringt aus unterirdischen Quellen der Ilka-Bach. Dieser verbreiterte sich Richtung Felsögöd und bildete ursprünglich einen kleinen, heute trockengelegten See.

## Entwicklung

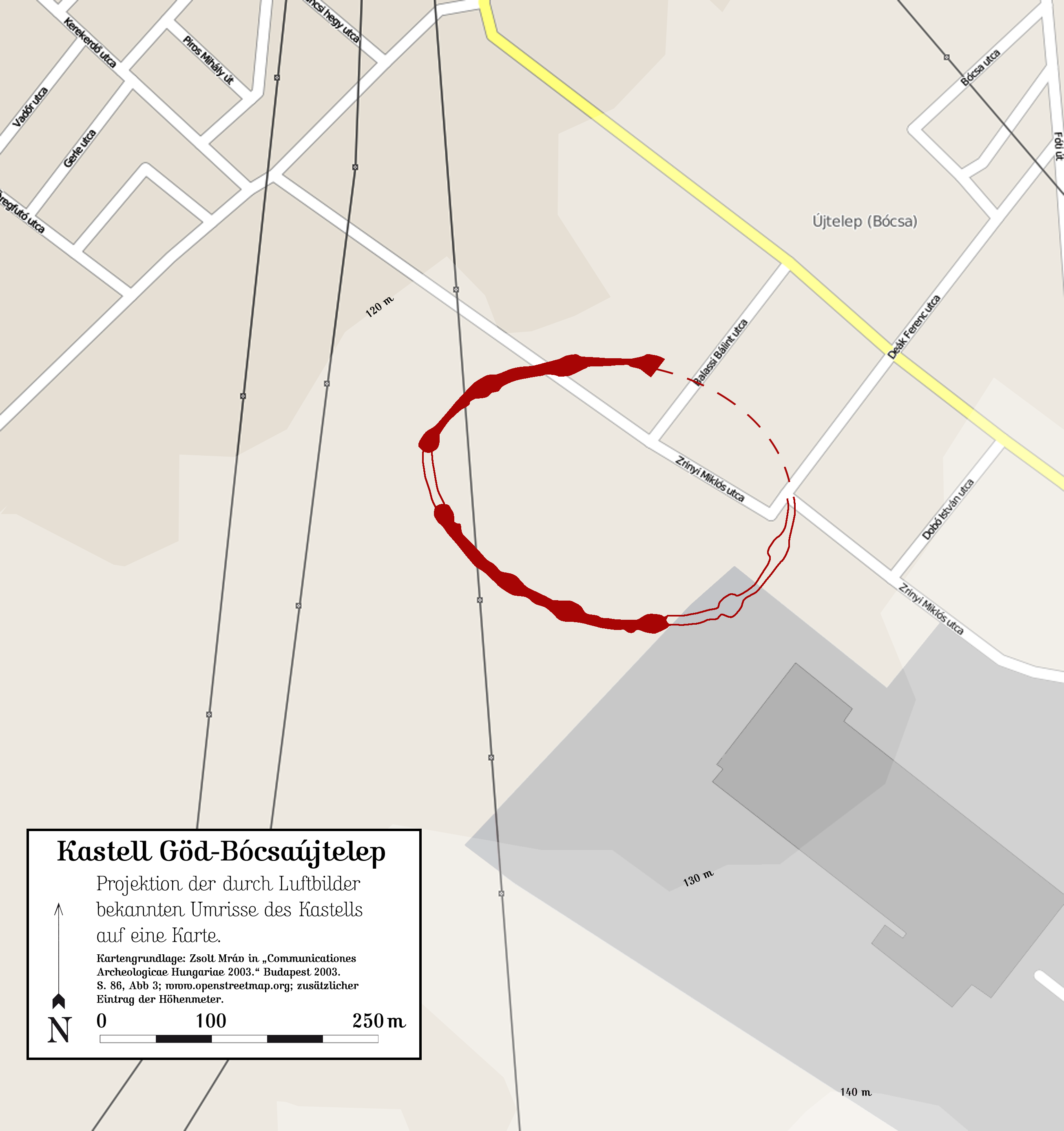
Projektion der bereits vor den Grabungen anhand von Luftbildern darstellbaren Anlage.

Der sarmatische Limes, wie er sich heute darstellt, ist in seiner frühesten Ausbaustufe wahrscheinlich bereits unter Kaiser Konstantin den Großen (306–337), spätestens aber unter dessen Sohn Constantius II. (337–360) bestanden hat und die von Rom garantierte Grenze des sarmatischen Herrschaftsgebietes markierte, begann ursprünglich bei Dunakeszi, wo die Römer nach Ausweis der Ziegelstempel seit Kaiser Valentinian I. (364–375) einen befestigten Brückenkopf unterhalten haben. Aus strategischen Gründen, die möglicherweise den Druck von der nur schwer zu verteidigenden Donauinsel Szentendrei (St. Andrä) nehmen sollten, die bis heute vom nördlichen Scheitelpunkt des Donauknies bis knapp vor Budapest reicht, wurde unter Valentinian I. eine Verkürzung der Grenzlinie vorgenommen. Das Kastell Göd-Bócsaújtelep entstand nördlich des älteren sarmatischen Limes. Der Limes selbst wurde etwas nach Norden, bis zum Donauknie vorgeschoben und endete mutmaßlich am Donaunordufer, gegenüber dem Kastell von Visegrad–Sibrik.
Um diese Verschiebung vorzubereiten, ließ der Kaiser im Vorfeld der Arbeiten zu Beginn der 370er Jahre den Donaulimes zwischen dem Kastell Esztergom-Hideglelőskereszt und Visegrad–Sibrik zunächst zwei- bis dreimal so stark mit Burgi und Kastellen sichern, als es sonst am ungarischen Donaulimes üblich war. Die Organisation dieses personellen und bautechnischen Kraftaktes lag in den Händen der Oberbefehlshaber der Provinz Valeria (Dux Valeriae ripensis), Terentius und ab 371 bei seinem tatkräftigen Nachfolger, dem Dux Frigeridus, und ihrer dafür abgestellten Offiziere. Zudem entstanden eine Reihe von befestigten Schiffsländen (Ländeburgus), die den römischen Truppen ein problemloses Übersetzen ins Barbaricum ermöglichen sollten, um mutmaßliche Feinde oder Eindringlinge schneller abfangen und bekämpfen zu können. Die Grenzverschiebung erfolgte jedoch zuungunsten des germanischen Stammes der Quaden, deren Südgrenze sich an das Gebiet der Jazygen anschloss. Der römische Kaiser annektierte diesen Landstrich entgegen geltender Verträge in einer aggressiven und undiplomatischen Weise, die keinerlei Rücksicht auf die Belange der Germanen nahm, was sich danach bitter rächen sollte.
Bei dem bei Ammianus Marcellinus erwähnten Munimentum (Festung) handelt es sich höchstwahrscheinlich um die auf damals quadischem Boden errichtete Kastellanlage von Göd-Bócsaújtelep, deren Errichtung 373 von Valentinian I. angeordnet wurde.
Neben den römischen Heeresverbänden, die nicht nur an der Donau, sondern auch entlang des sarmatischen Grenzwalls Militärposten aufbauten, waren auch die verbündeten Sarmaten in die Verteidigung der Wallanlagen eingebunden.

## Forschungsgeschichte

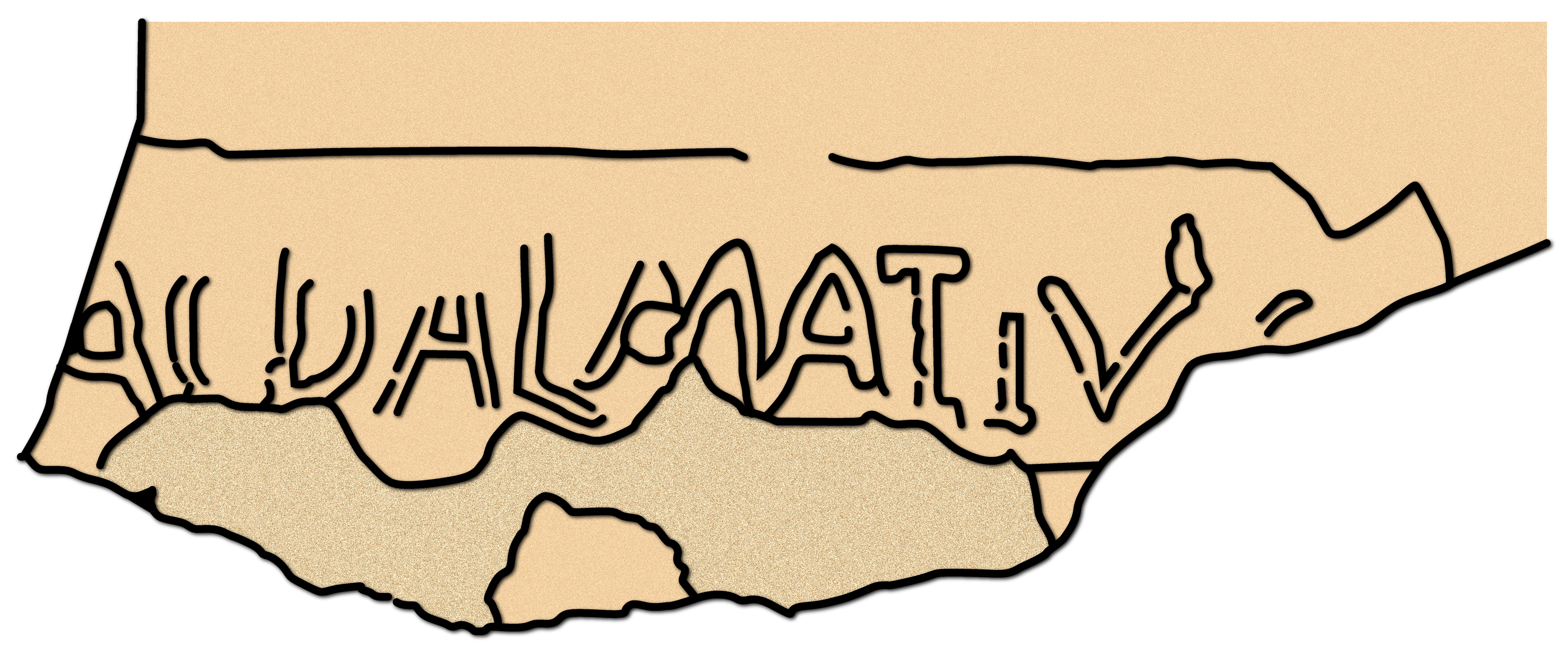
Ein Ziegelstempelfragment mit der Marke [LEG X G M]AG DALMATICVS, das 1968 beim Tiefpflügen aus dem Boden kam.

Der Hinweis auf „Ruinen irgendeines größeren Gebäudes“ in der Gemarkung von Göd, der erstmals 1910 gedruckt wurde, könnte sich auf diese römische Militäranlage beziehen und wäre somit die älteste Erwähnung dieses Bodendenkmales. Doch erst 1968 gelang es, das damals erste römische Kastell am östlichen Donauufer zu identifizieren, nachdem der zuständige Brigadeleiter einer Landwirtschaftlichen Produktionsgenossenschaft (LPG) beim Tiefpflügen auf herausgerissene Ziegel ungewöhnlicher Größe aufmerksam gemacht worden war. Noch im gleichen Jahr erkundeten die Archäologen Sándor Soproni (1926–1995), Éva Garam und István Stefaits das Gelände bei einer Begehung und lasen dabei mehrere gestempelte Ziegel auf. Soproni stellte daraufhin seine lange als gültiger Maßstab geltende These auf, dass das in der Notitia Dignitatum angegebene Castellum contra Tautantum eine durch die mittelalterlichen Kopisten verstümmelte Form des eigentlichen, von Soproni konstruierten Namens Contra Constantiam sein muss. Er sah diese These als schlüssig an, da das neuentdeckte Kastell der am anderen Donauufer schon historisch bekannten Garnison Constantia gegenüberlag. Als zur Jahrtausendwende der Bau einer Industriezone den südöstlichen Abschnitt der Festung von Göd-Bócsaújtelep bedrohte, wurde eine Notgrabung angesetzt. Nachdem sich während der Untersuchungen im Sommer 2000/April 2001 zur Überraschung aller herauskristallisierte, dass es sich in Göd um eine unvollendete Festung gehandelt hat, die nie eine Besatzung besaß, wird der Ort wohl auch keinen Namen erhalten haben, der in der spätantiken Literatur einen Niederschlag fand. Heute diskutieren verschiedene ungarische Wissenschaftler recht kontrovers über die von dem Provinzialrömischen Archäologen Zsolt Mráv vertretene Meinung, dass mit dem Castellum contra Tautantum die bisher als Contra Aquincum bekannte Militäranlage gemeint sein könnte. Bis zum 2000 war die Forschung in Göd-Bócsaújtelep lediglich auf Bodenfunde aus Feldbegehungen und damit hauptsächlich auf reine Spekulationen angewiesen. Einen fundierten wissenschaftlichen Hintergrund lieferten erst die anhaltenden Grabungen unter der Leitung von Mráv.

## Baugeschichte
Da die im Zuge der Vermessung durch römische Geometer erfolgte Absteckung des 400 × 290 Meter großen Kastellareals höchstens ein paar Wochen gedauert haben dürfte, lässt sich dieses Bauvorhaben auf quadischem Gebiet mithilfe der einschränkenden ältesten Funde recht genau datieren. Göd-Bócsaújtelep ist eine Anlage, die offensichtlich nie über das Stadium der Grundrissmarkierung hinausgekommen ist. Wäre das Kastell fertiggestellt worden, hätte es zu den gewaltigsten auf dem Gebiet des Barbaricums gezählt.
Das Kastell wurde als ein gestauchtes Rund geplant, ähnlich wie dies auch bei spätantiken städtischen Festungsbauten, beispielsweise Bitburg, festgestellt werden konnte. Nach Mráv bestätigen vor allem die Rundtürme, mit Blick auf weitere spätrömische Festungen der Provinz Valeria, eine valentinianische Datierung. Als wichtigste Parallele in dieser Hinsicht sah er die Befestigungen von Saarbrücken an. Die aufgefundenen Dachziegel stammen nicht von schon fertiggestellten Gebäuden, sondern wurden lediglich von den römischen Vermessungstechnikern zum Markieren der Mauern oder Abstützen von Meßpfosten verwendet.
Vor dem Vermessen der Wehrmauern wurden vom künftigen Kastellmittelpunkt aus erst die Punkte für die Rundtürme mit dicken und schon von weiten einsehbaren Pfosten fixiert und anschließend der Umfang ihrer äußeren Mauerflucht bestimmt, der in Göd-Bócsaújtelep bei 10,5 Metern (35 römische Fuß) lag. Die dazu von den Römern verwendete Methode ist bis dato noch unbekannt, da keiner der beiden Pfosten, die in dem von Mráv freigelegten Turm gefunden wurden, in dessen geometrischem Mittelpunkt standen. Im Anschluss daran wurde ein 30 Zentimeter breiter und mehr als einen Meter tiefer Graben entlang der äußeren Mauerflucht ausgehoben. In diesen Graben kamen Steine und Ziegelbruchstücke, um ihn dauerhaft zu kennzeichnen. Nach Beendigung dieses Arbeitsschritts wurde Mörtel auf die Grundierungsschicht verbracht und darüber zwei im Verbund stehende Reihen Ziegelsteine verlegt, die nivelliert werden konnten. Danach wurde die Innen- und Außenflucht der die Türme verbindenden, 2,7 bis 2,8 Meter (9 römische Fuß) breiten Wehrmauer abgesteckt. Mráv konnte nachweisen, dass entgegen seiner Feststellung an der geplanten Kastellmauer bei den Türmen noch keine Festlegung der Mauerstärke stattgefunden hatte.

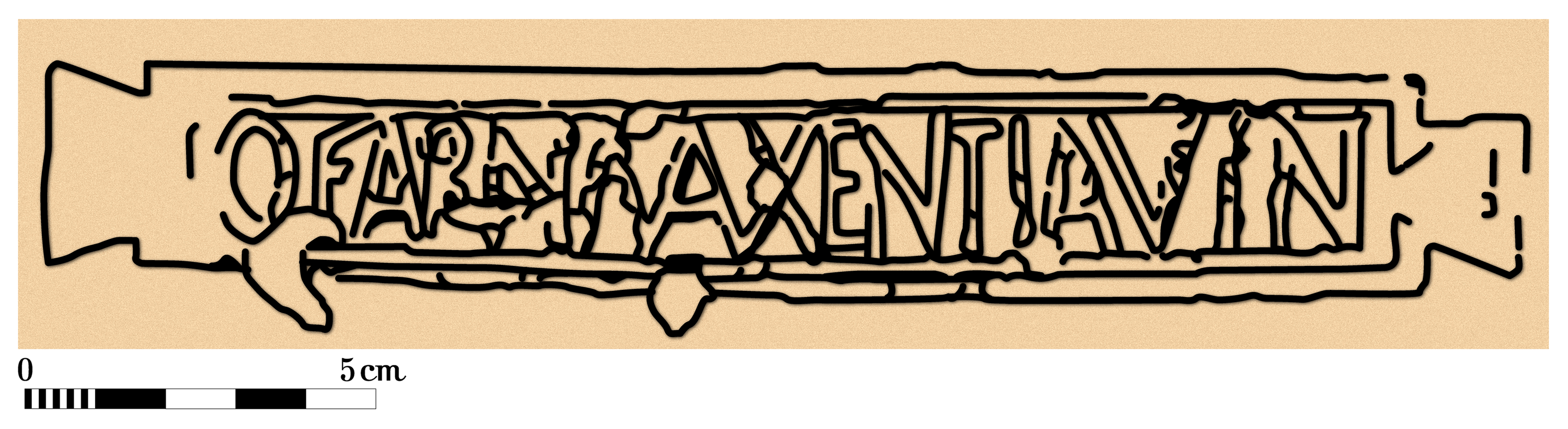
Ziegelstempel OF ARN MAXENTI A VIN aus der Verfüllung des Abwassergrabens.

Nahe dem bisher einzigen, 2000/2001 untersuchten Turmfundament, wurde ein tiefer Abwassergraben mit steilen Wänden und flacher, schaufelbreiter Sohle freigelegt, der Richtung Donauniederung abfloss. Der Graben folgte unmittelbar nordwestlich des ergrabenen Turmes einer gedachten Südost-Nordwestrichtung und schwenkte anschließend leicht in nördlicher Richtung ein.

## Ende
Das plötzliche Ende des Kastellausbaus und die danach etwas verzögert erfolgte Aufgabe des sarmatischen Limes waren teilweise durch die rücksichtslose Politik Roms selbst herbeigeführt worden. Eine wesentliche Ursache bildete die Missachtung der mit den Quaden abgeschlossenen Verträge und die damit verbundene ungerechtfertigte Aneignung ihrer südlichen Siedlungsgebiete. Das Fass endgültig zum Überlaufen brachte schließlich die heimtückische Ermordung des quadischen Königs Gabinius. Je nach Quelle (Zosimos und Ammianus Marcellinus) war für diese Tat ein Celestius oder Marcellianus, der seit 373/374 amtierende dux, dafür verantwortlich. Daraufhin erhoben sich die Quaden, mit denen die Jazygen nun gemeinsame Sache machten, und fielen in Pannonien ein.
Trotz der andauernden Hofintrigen musste Valentinian I. im Juni 374 persönlich auf dem pannonischen Kriegsschauplatz erscheinen, um die Gegner niederzuwerfen. Zeitgleich, im Frühjahr bzw. Frühsommer 374 wurden aber die nach der Absetzung von Frigeridus abgebrochenen Bauarbeiten am Kastell Göd-Bócsaújtelep unter dem neuen Dux, Marcellianus, wieder aufgenommen, doch noch im gleichen Jahr, aufgrund des Quadenkrieges wieder – diesmal endgültig – eingestellt. Der Kaiser verstarb während der Friedensverhandlungen (am 17. November 375) im Legionslager von Brigetio. Schon bald nach seinem Tod und im Zuge der Auswirkungen der Niederlage der Römer bei der Schlacht von Adrianopel (378) musste auch der Limes Sarmatiae endgültig aufgegeben werden.

## Funde
Die Ausgrabungsstelle von 2002 barg mit Ausnahme einer einzigen Wandscherbe aus grauer, spätantiker Keramik, die in einer kleinen freigelegten Sandgrube nahe dem Turm zum Vorschein kam, keinerlei römische Kleinfunde. Diese magere Befundlage verstärkte Mráv in seiner Vermutung, dass die Baumaßnahmen am Kastell nur sehr kurze Zeit gewährt haben können und nach einer völlig abrupten Einstellung nicht wieder aufgenommen worden sind.

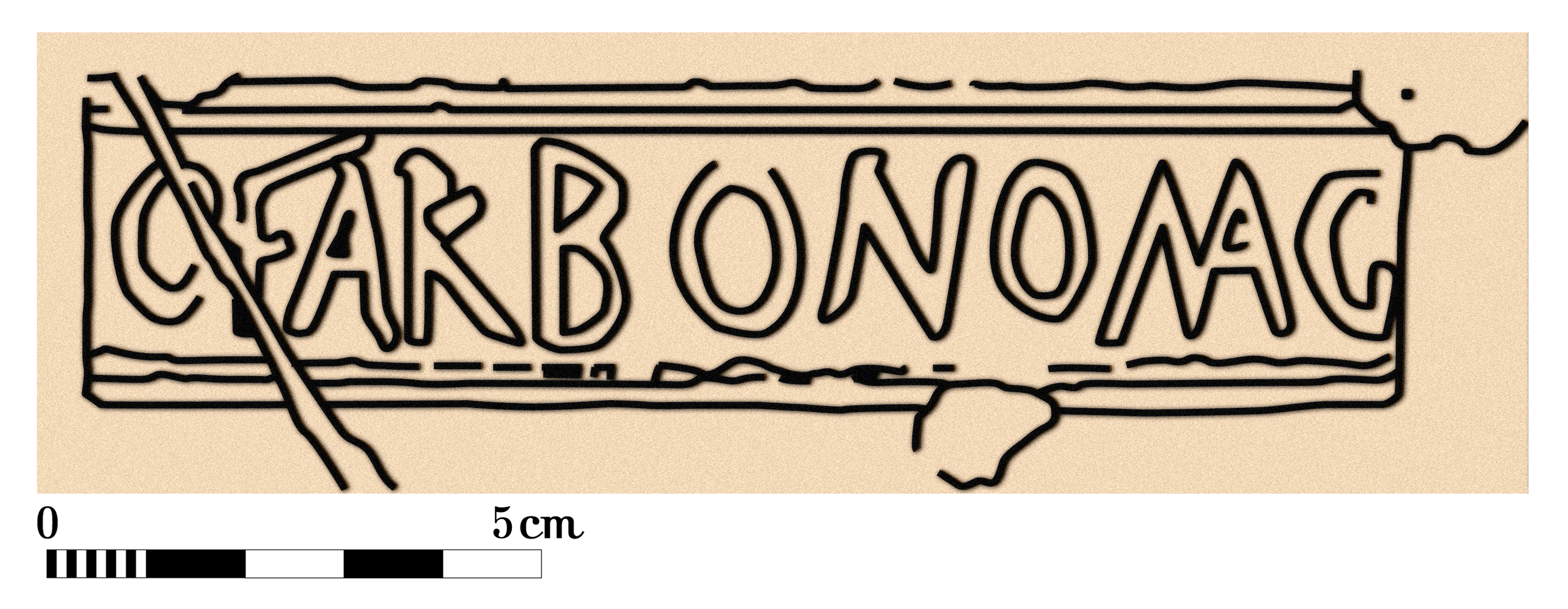
Ziegelstempel OF AR BONO MAG (sesquipedalis later) vom Kastellgelände; Fundstelle: Streufund vom Grundstück Parz.

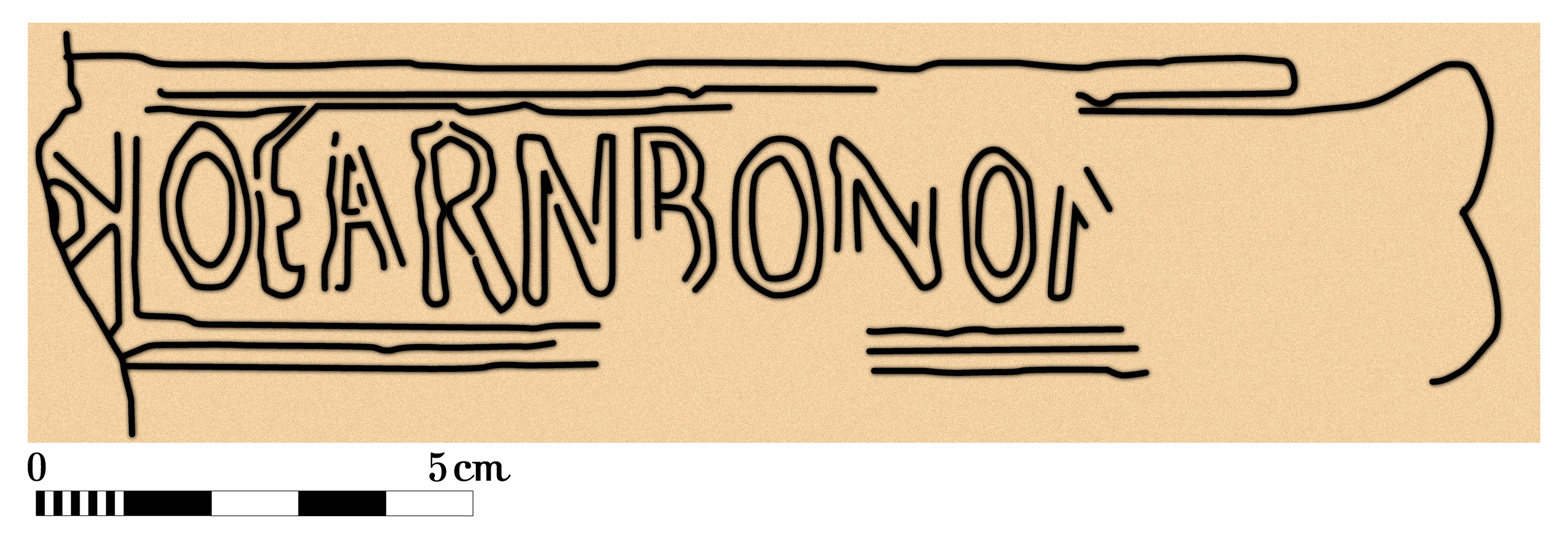
Weiterer Ziegelstempel OF ARN BONO MAG (sesquipedalis later) vom Kastellgelände mit einer Motiv-Variation.

Die bedeutendsten Funde dieser Grabungsstelle sind zweifellos die zahlreichen Ziegelstempel. Bis 1978 waren Soproni durch Geländebegehungen unter anderem Tegulae mit dem Stempel des Frigeridus bekannt geworden. Während der Grabungen 2000–2001 wurden weitere Stempel entdeckt. Insgesamt umfasste der Bestand verschiedener Typen bis 2001 folgende Marken:
- OF ARN MAXENTI A VIN (3 Stück),
- OF ARN MAXENTI ARP (3 Stück),
- OF AR BONO MAG (Stempelversion 1: 3 Stück, Stempelversion 2: 1 Stück) bzw. OF ARN BONO MAG (1 Stück),
- OF ARAN VRSICINI (1 Stück) und
- AP IOVINI (1 Stück).

Außerdem fanden sich damals valentinianische Stempel der in Vindobona (Wien) kasernierten Legio X Gemina (10. Legion, die Zwillinge):
- LEG X G MAG MAXENTI (1 Stück).
- LEG X G MAG DALMATIVS (1 Stück),
- LEG X G MAG SATVRNINVS (4 Stück) und
- LEGG X GG VRSICINI CENT (1 Stück).
- LEG X G VR ... (1 Stück).

Später wurden noch der Stempel
- FRIGERIDVS V P DVX in die Sammlung aufgenommen.[18]

Diese Legionsziegel mit den genannten Magistri figlinarum Dalmatius, Saturnius und Ursicinus stimmen völlig mit denen von den Brückenköpfen von Dunakeszi und Bölcske überein. Abgesehen von diesen Ausnahmen wurden bisher keine Ziegel der X. Gemina an den Schiffsländen und weiteren, ähnlichen, Anlagen im Raum des Donauknies und der Donauinsel St. Andrä entdeckt. Mráv vermutete daher bisher unbekannte historische Zusammenhänge zwischen diesen drei Anlagen. Die Stempel der OF ARN-Gruppe (unsichere Auflösung der Buchstaben zu: Officinae auxiliares ripenses) lassen sich in die Zeit der Herrschaft der Kaiser Constantius II. (337–361) und Valentinian datieren. Da sich die Stempelabkürzungen AR, ARN bzw. ARAN einstweilen jedoch nicht eindeutig erklären lassen, bleiben die bisherigen Übersetzungsvorschläge spekulativ. Nach Meinung des Archäologen Barnabás Lőrincz (1951–2012) können die Ziegel des vorgenannten Maxentius der Zeit zwischen 351 und 354 n. Chr. zugeordnet werden, während der singuläre Stempel des Zenturios Iovinus zeitgleich mit denen des Frigeridus auftrat. Andere Forschungsergebnisse, welche die Ziegelstempel des Maxentius in den Provinzen Pannonia I und Valeria sowie im benachbarten Barbaricum analysierten, legen das Auftreten dieser Stempel entweder an das Ende der 50er Jahre des 4. Jahrhunderts oder in die letzten Jahre Valentinians I. Eine erste Namensnennung des Magisters Bonus hingegen geschah bereits am Ende der Ära des Constantius II. oder gleichfalls in der nachfolgenden valentianischen Epoche. Die Funde aus Göd-Bócsaújtelep passen zeitlich sehr gut zu den bereits bekannten Stempeln aus den Burgi und Schiffsländen des Donaugebiets. Auf einem later (Ziegelstein) wurde eine einzeilige, kursive handgeschriebene Inschrift entdeckt, wie sie auch am Burgus Szob gefunden wurde.
Bis 2002 standen zudem 16 Münzen aus dem Kastellgebiet zur Verfügung, von denen drei dem Valentinian I. und eine dessen Sohn und Mitkaiser Gratian (375–383) zuzuordnen sind. Diese Münzen entstanden zwischen 367 und 375, während alle anderen Geldstücke der älteren, konstantinischen Epoche (306–361) zuzuordnen sind.
Am Boden des Abwassergrabens wurden silberne, vergoldete Belagblechfragmente mit gepunzten Schuppenmustern gefunden, die zu einem nachrömischen hunnischen oder alanischen Sattelzwiesel oder Sattelholz gehören. Dieses Fundgut war rund ein halbes Jahrhundert später in den Boden gekommen und könnte nach Mráv zu einem gestörten bzw. geplünderten Pferdegrab gehört haben, da neben den Blechen im Bauschutt der Kanalverfüllung noch einige Pferdeknochen zum Vorschein kamen.

## Denkmalschutz
Die Denkmäler Ungarns sind nach dem Gesetz Nr. LXIV aus dem Jahr 2001 durch den Eintrag in das Denkmalregister unter Schutz gestellt. Die Limesanlagen gehören als archäologische Fundstätten nach § 3.1 zum national wertvollen Kulturgut. Alle Funde sind nach § 2.1 Staatseigentum, egal an welcher Stelle der Fundort liegt. Verstöße gegen die Ausfuhrregelungen gelten als Straftat bzw. Verbrechen und werden mit Freiheitsentzug von bis zu drei Jahren bestraft.